# Harvard Graphics
Harvard Graphics gehört zu den ersten kommerziell verfügbaren Präsentationsprogrammen. Die erste Version erschien 1986 für DOS-basierte Personal Computer; zu Beginn noch unter dem Namen Harvard Presentation Graphics. Benutzer des Programms konnten textbasierte Folien, Organigramme und verschiedene Diagramme erstellen. Die Folien konnten später am Bildschirm vorgeführt oder über Drucker oder Plotter ausgegeben werden, etwa auf Folien zur Vorführung über einen Tageslichtprojektor.
Spätere Versionen von Harvard Graphics boten zusätzliche Diagramme für Folien und die Möglichkeit, über Vorlagen allen Folien einer Präsentation ein einheitliches Aussehen zu geben. 1990 wurde eine Version für OS/2 vorgestellt, 1991 auch eine für Microsoft Windows 3.0.
Bis 1990 war Harvard Graphics Marktführer auf DOS-basierten PCs. Ab 1992 begannen jedoch die Hersteller Microsoft, Lotus und WordPerfect sogenannte Office-Pakete auf den Markt zu bringen, die neben Textverarbeitung und Tabellenkalkulation auch je ein Präsentationsprogramm enthielten. Der Marktanteil des als Einzelprodukt verkauften Harvard Graphics ging infolgedessen stark zurück.
2001 wurde Harvard Graphics von Serif Incorporated gekauft, die es noch am 15. Juli 2017 als Pro Presentations, ChartXL und Advanced Presentations vertrieb und im August 2017 beendete.